# Bill Nicholson
William Edward "Bill" Nicholson (Scarborough, 26 de janeiro de 1919 - Hertfordshire, 23 de outubro de 2004) foi um futebolista e treinador inglês, que atuava como meio-campista.

## Carreira
Bill Nicholson fez parte do elenco da Seleção Inglesa de Futebol que disputou a Copa do Mundo de 1950 no Brasil.

## Ligações Externas
- Perfil em FIFA.com (em inglês)